# جام حذفی فوتبال صربستان
 جام حذفی فوتبال صربستان  (به صربی: Куп Србије у фудбалу) مسابقاتی است که به صورت حذفی در کشور صربستان از سال ۲۰۰۶ تاکنون برگزار می‌شود. این جام از ۳۷ تیم که از سراسر کشور صربستان در آن شرکت می‌کنند برگزار می‌شود.
باشگاه فوتبال پارتیزان با ۶ قهرمانی پرافتخارترین تیم این سری مسابقات به حساب می‌آید.

## موفق‌ترین باشگاه‌ها
| # | تیم              | قهرمانی |
| - | ---------------- | ------- |
| ۱ | پارتیزان         | ۶       |
| ۲ | ستاره سرخ بلگراد | ۳       |